# Wilhelm Pelikan
Wilhelm Pelikan (Pola, 3 dicembre 1893 – Arlesheim, 17 novembre 1981) è stato un chimico, farmacista, medico antroposofico e giardiniere austriaco.

## Biografia
Nacque da un funzionario del governo austro-ungarico, mentre la madre, originaria della Dalmazia, era di lingua italiana.
Pelikan trascorse la prima infanzia in Galizia. Successivamente studiò chimica a Vienna e a Graz.
Nel 1916 fu chiamato al servizio militare, a cui però fu costretto a rinunciare a causa di una grave malattia al cuore ed ai polmoni, nel corso della quale ebbe modo di conoscere il saggio di Rudolf Steiner sull'Iniziazione. Nel 1918 partecipò a una sua conferenza a Vienna, e da allora decise di diventare suo seguace dedicando la propria vita all'antroposofia.
Nel 1919 su richiesta del dottor Eugen Kolisko si trasferì a lavorare presso l'istituto di ricerca Der Kommende Tag di Stoccarda. Quando questo venne sciolto nel 1924, Pelikan accettò la proposta di Steiner di diventare capo di una succursale della società farmaceutica Weleda, a Schwäbisch Gmünd, posizione in cui rimase per i successivi 40 anni.
Qui collaborò coi dirigenti Oskar Schmiedel e Fritz Goette, il quale riuscì a impedire che Weleda venisse chiusa sotto il regime nazista. Cooperò inoltre in maniera proficua con i farmacisti Wilhelm Spiess, Walther Cloos e Hans Krueger, con lo scienziato Theodor Schwenk e diversi medici tra cui Eugen Kolisko, Gottfried e Gisbert Husemann, Walther Buehler, Otto Wolff, Rudolf Treichler, Eberhard Schickler, Kurt Magerstaedt, Paul Paede, Norbert Glas, insieme ai quali ebbe modo di sviluppare una vasta gamma di farmaci antroposofici, attuando alcuni progetti ideati anni prima da Rudolf Steiner.
Sotto la guida di Pelikan, la Weleda tedesca divenne così il ramo più importante dell'azienda svizzera. 
Con l'aiuto del giardiniere biodinamico Franz Lippert, Pelikan realizzò anche un giardino di erbe medicinali nei terreni dell'azienda, e successivamente a Wetzgau, in grado col tempo di accogliere oltre 200 specie diverse di piante.
Per favorire le condizioni dei suoi impiegati aziendali, introdusse delle sessioni di studio per aiutarli a familiarizzare con il contesto spirituale del loro lavoro, oltre a farli partecipare a corsi di euritmia per bilanciare l'unilateralità delle loro attività. Particolare premura egli mostrò per il personale delle rappresentazioni natalizie di Oberufer, le cui recite fanno parte della vita artistica di molte istituzioni antroposofiche.
Permettendo alla filiale della Società Antroposofica attiva a Schwäbisch Gmünd di riunirsi nei locali dell'azienda, dal 1935 essa venne chiamata il «Ramo di Raffaele» per evidenziare la connessione tra l'opera Weleda e i poteri curativi dell'arcangelo Raffaele-Mercurio.
Dal 1948 Pelikan entrò a far parte della redazione di Weleda Korrespondenzblätter fuer Ärzte, che divulgava articoli scritti da medici e farmacisti sulla loro esperienza clinica e su nuovi rimedi terapeutici.
Tra le sue pubblicazioni, Pelikan produsse degli studi sui metalli e sulle piante medicinali, basati sull'approccio goethiano alla scienza.
Convinto che la botanica di Goethe fosse la base per un corretto trattamento curativo delle piante, chiese all'illustratore Walter Roggenkamp di unirsi al suo lavoro per comporre disegni che mostrassero la biosfera delle piante, la loro connessione con il cosmo, e le forze creative operanti su di esse dall'esterno.
Pelikan si occupò anche di astronomia, e pubblicò un piccolo volume sulla cometa di Halley, in cui trattava della natura spirituale delle comete.
Nel 1963, all'età di 70 anni, Perlikan si ritirò dall'azienda per dedicarsi agli studi sulla germinazione del grano. Nel 1965 con sua moglie si trasferì ad Arlesheim per continuare le sue ricerche lavorando con la Sezione Scientifica del vicino Goetheanum, presso il quale era stato peraltro un membro assiduo della Società Antroposofica.
L'Ultima Cena di Leonardo da Vinci fu tra i suoi interessi che lo indusse a scrivere un piccolo opuscolo sull'argomento, pubblicato postumo.

## Opere
- Studie über Cardiodoron, Weleda AG, 1939.
- Heilpflanzenkunde: der Mensch und die Heilpflanzen, 3 voll., Dornach, Philosophisch-Anthroposophischer Verlag am Goetheanum, 1958 (4a 1980).
- Sieben Metalle, Philosophisch-anthroposophischer Verlag, 1959.
- Der Halley'sche Komet: vom Geistig-Wesenhaften der Kometen-Natur, Philosophisch-Anthroposophischer Verlag am Goetheanum, 1984.
- Lebensbegegnung mit Leonardos "Abendmahl": Erfahrenes und Erschautes an einer Pilgerstätte der Menschheit, Verlag am Goetheanum, 1988.

### Traduzioni
- I sette metalli. L'azione dell'essenza metallica sul cosmo, la terra, l'uomo, a cura di Giuranna e Pederiva, trad. it. di Silvia Nicolato, Arcobaleno Edizioni, 2014.
- Le piante medicinali: la relazione tra la pianta e l'uomo, vol. 1, con disegni di W. Roggenkamp, a cura di M. L. Pampaloni, trad. it. di P. Valdinoci, Natura e Cultura Edizioni, 2018.
- Le piante medicinali: la relazione tra la pianta e l'uomo, vol. 2, con disegni di W. Roggenkamp, a cura di M. L. Pampaloni, trad. it. di G. Carandino, Natura e Cultura Edizioni, 2019.
- Le piante medicinali. Per la cura delle malattie, vol. 3, con disegni di W. Roggenkamp, trad. it. di Karin Mecozzi, Natura e Cultura, 1999.